# Тролейбусен транспорт във Варна
Тролейбусният транспорт във Варна започва своето функциониране на 1 януари 1986 г. Към днешна дата контактната мрежа в града е с дължина 51 км., от които 37 се използват за функционирането на 3 тролейбусни линии.

## История
Първата тролейбусна линия във Варна е с маршрут Нептун - ТИС Север. Трасето е по бул. „Сливница“, а след това прави завой по бул. „Ян Хунияди“ и стига до ТИС Север. Първоначално линията се означава с 1, но за да се избегне повтаряне с автобусните линии е взето решение пред цифрата да се сложи буквата Т.
Скоро трасето е удължено до ж. к. Владислав Варненчик (по бул. „Трети март“ и „Константин и Фружин“) и ЖП гара. За да се избегне заобикаляне по ул. „Александър Дякович“, местната управа взема решение за удължаване на ул. „Бачо Киро“, където се намира и Обръщач Димчо Дебелянов. Така маршрутът на Т1 става Нептун - Владиславово. Пусната е и нова линия – Т2 – с маршрут ЖП гара - Владиславово.
Не след дълго линия Т1 е изведена от експлоатация, защото се дублира с маршрута на Т2. Тогава е решено, че вместо Т, пред цифрата ще се поставя 8 – така Т2 става 82.
Контактната мрежа продължава своето развитие по Аспаруховия мост, булевардите „Трети март“ „Република“ (от кръстовището със „Сливница“ до „Вл. Варненчик“), „Света Елена“, „Народни будители“, „Съборни“, „VIII Приморски полк“, „Васил Левски“ и улиците „Вяра“, „Янко Мустаков“, „Цар Асен I“, „Д-р Любен Попов“, „Д-р Василаки Пападополу“ до спирка Почивка.
Тогава се откриват линии 82А, 83, 84, 85, 86, 86А, 87, 88.
Днес контактната мрежа по бул. „Република“ е изцяло демонтирана.

## Линии
| Линия | Маршрут | Обслужване                                                                                   |
| ----- | --- | -------------------------------------------------------------------------------------------- |
| 82    | ЖП гара – Димчо Дебелянов – Централна поща – Нептун – Лятно кино Тракия – Трансформатора – Техникумите – Тих труд – Дом Младост – Георги Петлешев – Петя Дубарова – Веселин Ханчев – Мебелна палата – Парк-музей „Вл. Варненчик“ – КАТ – ТИС Север – Армейска – Мургаш – Вежен – Детелина – Капитан Петко войвода – Скалата – Обръщач Владиславово                                                        | Делник – на 15 мин.; Празник – на 20 мин.                                                    |
| 83    | ЖП гара – Димчо Дебелянов – Централна поща – Нептун – Лятно кино Тракия – Трансформатора – Техникумите – Тих труд – Дом Младост – Централна автобаза – Огоста – Янтра – Искър – 3-ти март – Осъм – ТИС Север – Армейска – Мургаш – Вежен – Детелина – Стадиона – Мусала – Богдан – Обръщач Владиславово                                                                                                   | Само делник на интервал 30 мин. Удължен до Владиславово през ул. Янко Мустаков на 13.01.2025 |
| 88    | Обръщач тролеи /Аспарухово/ – Народни будители – Любен Каравелов – Калин – Джанавара – КЗ – 8-ми декември – Полиграфия – Централна поща – Нептун – Лятно кино Тракия – Трансформатора – Техникумите – Тих труд – Дом Младост – Централна автобаза – Огоста – Янтра – Искър – 3-ти март – Осъм – ТИС Север – Армейска – Мургаш – Вежен – Детелина – Капитан Петко войвода – Скалата – Обръщач Владиславово | Делник – на 15 мин.; Празник – на 20 мин.                                                    |

## Закрити линии
| Линия | Маршрут | Обслужване                          |
| ----- | --- | ----------------------------------- |
| 81    | Нептун – Мебелна палата – ТИС Север – Владиславово | Първоначално трасето е до ТИС Север |
| 82А   | ЖП гара – Техникумите – Мебелна палата – ТИС Север – бул. „Света Елена“ – ул. „Янко Мустаков“ – Обръщач Владиславово                                                                             | Само сутрин и вечер в работни дни   |
| 84    | КЗ – Централна поща – Площад Съединение – Явор – Почивка | Само сутрин и вечер в работни дни   |
| 85    | КЗ – Техникумите – НПК Черно море (по бул. „Република“) | Само сутрин и вечер в работни дни   |
| 86    | ЖП гара – Централна поща – Площад Съединение – Явор – Почивка *Линията е възстановена по маршрут Аспарухово - Централна поща - Явор - Почивка, но през 2019 г. е спряна, заради Ковид пандемията | Само сутрин и вечер в работни дни   |
| 86А   | ЖП гара – Централна поща – Площад Съединение – Явор – Средношколска | Само вечер в работни дни            |
| 87    | Владиславово – ТИС Север – Мебелна палата – НПК Черно море | Само сутрин и вечер в работни дни   |

## Подвижен състав

### Настоящ:
| Модел              | Доставка | Брой                        | Бележка                     |
| ------------------ | -------- | --------------------------- | --------------------------- |
| Skoda Solaris 26Tr | 2014 г.  | 30 (с номера от 300 до 330) | Нови, подменят всички стари |

### Исторически:
| Модел             | Доставка     | Брой | Бележка                                                      |
| ----------------- | ------------ | ---- | ------------------------------------------------------------ |
| Skoda 14Tr        | 1986 г.      | 30   | Нови                                                         |
| DAC Чавдар 317etr | 1988 – 89 г. | 36   | Нови; последните са бракувани 2003 г.                        |
| Škoda 14Tr        | 1999 г.      | 3    | Втора употреба от Храдец Кралове, Чехия                      |
| Škoda 15Tr        | 2000 г.      | 5    | Втора употреба от Усти над Лабе, Чехия                       |
| Škoda 15Tr        | 2007 г.      | 4    | Втора употреба от Ческе Будейовице, Чехия и Прешов, Словакия |

## Галерия
- Škoda 14Tr по линия 86
- Škoda 14Tr по линия 83
- DAC Чавдар с табела „ДЕПО“
- Solaris 26Tr Solaris по линия 82
- Škoda 26Tr Solaris по линия 86

## Инциденти
- На 18 март 2015 г. в 14:25 ч. е подаден сигнал за запален тролей на Аспаруховия мост. Пожарникарите изгасят огъня, но 30-годишният тролейбус е почти напълно изгорял. Всички 23-ма пътници и шофьорът оцеляват, благодарение на бързата му реакция, с изключение на жена, която има счупен таз.[7]